# 名古屋大学医疗技术短期大学部
名古屋大学医疗技术短期大学部（日语：／ Nagoya Daigaku Iryōgijutsu Tanki Daigakubu *），简称医短，是过去一所位于日本爱知县名古屋市东区的国立短期大学。

## 概要

### 简介
- 学校最早可以追溯到1894年。短期大学为于1978年开办[1]、由名古屋大学经营。招生到1997年、停办于2001年[2]。为男女同校。

### 历史
- 1978年 名古屋大学医疗技术短期大学部成立并同时设置一个学科即护理学科[1]。
- 1979年 卫生技术科成立[2]。
- 1980年 诊疗放射线技术学科成立[2]
- 1981年 助产学特別专攻成立于专科[3]。
- 1984年 两个学科成立、以下列举[2]。
  - 物理治疗学科[注 2]
  - 职能治疗学科[注 3]
- 1997年 招生最后、次年停止招生（正式停办于2001年3月31日[2]）。

## 学校环境
- 校区：在了爱知县名古屋市东区[注 1]

## 历任校长
- 石冢直隆：第一代短期大学校长[4]。

## 组织

### 学科
- 护理学科
- 卫生技术学科
- 诊疗放射线技术学科
- 物理治疗学科[注 2]
- 职能治疗学科[注 3]

### 专科
| - 助产学特別专攻 |

### 业余课程
| - 没有 |

## 相关链接
- 日本短期大学列表